# Santa Cruz del Voto
La Santa Cruz del Voto, también llamada Santa Cruz de Canjáyar, es una reliquia tallada en madera de olivo, de unos 20 por 15 cm, en forma de cruz latina. El relicario se compone de 42 piedras cada una de ellas incrustadas en la cruz mediante alvéolos tapados con cristal.[cita requerida] Estas piedras, según la tradición, formaron parte de los lugares sagrados de Jerusalén. En el centro del anverso de la cruz contiene un Lignum Crucis, un trozo o astilla de la verdadera cruz donde murió Cristo, según la tradición cristiana. La Cruz se conserva en un relicario en la Iglesia de la Santa Cruz de la localidad española de Canjáyar la cual está situada en La Alpujarra y pertenece a la provincia de Almería y la comunidad autónoma de Andalucía.
Según la leyenda, la Cruz fue milagrosamente aparecida en sueños al sacristán de la Iglesia de Canjáyar a principios del año 1611, según contaba el sacristán llamado Juan Matías, veía una procesión de ángeles portando la Cruz que llegaba hasta el muro del baptisterio de la Iglesia donde el 19 de abril de 1611 se excavó y apareció la reliquia ocultada seguramente durante la rebelión morisca en La Alpujarra en el siglo anterior.
La devoción a la Santa Cruz del Voto arranca según la tradición oral desde la mencionada fecha, fecha en la que los orihundos de Canjáyar y devotos de otros lugares cada 19 de abril celebran como festividad este día. El año 2011 ha sido declarado Año Jubilar por el Papa Benedicto XVI, en Conmemoración del IV Centenario de la Aparición Milagrosa de la Santa Cruz del Voto, patrona de la localidad de Canjáyar.

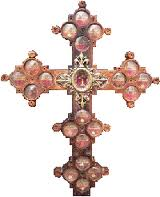
Santa Cruz de Canjáyar